# 張應登 (萬曆進士)
張應登（1556年—？年），字玉車，號夢夔，四川成都府內江縣人，民籍，治《禮記》。

## 生平
十一月初五日生，行三。由縣學生中式萬曆十年（1582年）壬午科四川鄉試第七十名舉人，年二十八歲中式萬曆十一年癸未科會試第一百六十名，第三甲第一百一十一名進士。吏部觀政，本年升河南彰德府推官，十五年行取，十六年选授吏科給事中，十七年正月请册立東宫，不报。巡视太仓银库，十八年升工科右，本年升兵科左，巡视京营，奏上京营核实八事，十九年主考湖廣，本年八月升山東副使，二十年調簡。

## 家族
曾祖張洪化，贈布政司經歷；祖張弼，壽官；父張瑤，冠帶生員；前母駱氏；母羅氏。具慶下，妻廖氏，兄克臣（封御史）；應期；應聘；應時，弟應台；應舉；應泰；應薦。